# 5813 Eizaburo
5813 Eizaburo è un asteroide della fascia principale. Scoperto nel 1988, presenta un'orbita caratterizzata da un semiasse maggiore pari a 2,6010349 UA e da un'eccentricità di 0,1706867, inclinata di 11,24024° rispetto all'eclittica.